# Raphoe
Raphoe (Iers:Ráth Bhoth) is een dorp in het Ierse graafschap Donegal. Het dorp is zetel van het  bisdom van Derry en Raphoe van de Church of Ireland. De kathedraal is gewijd aan Eunan die in Raphoe geboren zou zijn. Het dorp heeft ook zijn naam gegeven aan het rooms-katholieke bisdom Raphoe, maar is niet meer de zetel van dat bisdom.